# Kanton Saint-Cyr-sur-Mer
Der Kanton Saint-Cyr-sur-Mer ist seit 2015 ein französischer Wahlkreis in den Arrondissements Brignoles und Toulon, im Département Var und in der Region Provence-Alpes-Côte d’Azur; sein Hauptort ist Saint-Cyr-sur-Mer.

## Gemeinden
Der Kanton besteht aus neun Gemeinden mit insgesamt 49.989 Einwohnern (Stand: 1. Januar 2022) auf einer Gesamtfläche von 385,79 km²:
| Gemeinde                 | Einwohner 1. Januar 2022 | Fläche km² | Dichte Einw./km² | Code INSEE | Postleitzahl | Arrondissement |
| ------------------------ | ------------------------ | ---------- | ---------------- | ---------- | ------------ | -------------- |
| La Cadière-d’Azur        | 5.657                    | 37,42      | 151              | 83027      | 83740        | Toulon         |
| Le Beausset              | 10.098                   | 35,95      | 281              | 83016      | 83330        | Toulon         |
| Le Castellet             | 5.992                    | 44,77      | 134              | 83035      | 83330        | Toulon         |
| Nans-les-Pins            | 5.090                    | 47,99      | 106              | 83087      | 83860        | Brignoles      |
| Plan-d’Aups-Sainte-Baume | 2.430                    | 24,91      | 98               | 83093      | 83640        | Brignoles      |
| Riboux                   | 51                       | 13,48      | 4                | 83105      | 83780        | Toulon         |
| Saint-Cyr-sur-Mer        | 11.668                   | 21,15      | 552              | 83112      | 83270        | Toulon         |
| Saint-Zacharie           | 5.877                    | 27,02      | 218              | 83120      | 83640        | Brignoles      |
| Signes                   | 3.126                    | 133,10     | 23               | 83127      | 83870        | Toulon         |
| Kanton Saint-Cyr-sur-Mer | 49.989                   | 385,79     | 130              | 8312       | –            | –              |